# 深秣村
深秣村（みまくさむら）は、大分県下毛郡にあった村。現在の中津市の一部にあたる。

## 地理
八面山北東麓の犬丸川と支流・西秣川流域に位置していた。

## 歴史
- 1889年（明治22年）4月1日、町村制の施行により、下毛郡西秣村、上秣村、下秣村、上深水村、下深水村が合併して村制施行し、深秣村が発足[1][2]。旧村名を継承した西秣、上秣、下秣、上深水、下深水の5大字を編成[2]。
- 1954年（昭和29年）3月31日、下毛郡深秣村、山口村、真坂村と合併し、三和村を新設して廃止された[1][2]。三和村は即日三光村に改称した[1][2]。

### 地名の由来
合併村名の各一文字を組み合わせたもの。

## 産業
- 農業